# Mostafa Moloudi
Mostafa Moloudi est un politicien kurde et le ex-leader du Parti démocratique du Kurdistan. Il est choisi comme leader du parti par le comité central du PDK (Iran) en 15/01/2017 après la démission de Khaled Azizi,. Le 11 novembre 2019 au sein du congrès de son parti, il est remplacé par Khaled Azizi.

## Biographie
Il est né en 1958 à Maswe, une ville du Kurdistan

## L'éducation
Il est diplômé en Droit à l'université de Koya

## La vie politique
Il est devenu membre du Parti démocratique du Kurdistan (Iran) à partir de 1979, lors de la Révolution iranienne.